# Adramita arabica
Adramita arabica är en insektsart som först beskrevs av Boris Petrovich Uvarov 1930.  Adramita arabica ingår i släktet Adramita och familjen gräshoppor. Inga underarter finns listade i Catalogue of Life.